# Genadebeeld
Een genadebeeld is in de Katholieke en Oosters-orthodoxe Kerk een afbeelding waaraan een bijzondere devotie verbonden is. Vaak, maar niet altijd gaat het om een beeld van Maria. Soms zijn er bij een dergelijke beeltenis wonderen gebeurd. In dat geval wordt er van een mirakelbeeld gesproken. Dergelijke wonderen worden overigens door de Kerk altijd toegeschreven aan God, op voorspraak van de afgebeelde heilige, nooit aan het beeld zelf. Beroemde genadebeelden in Nederland zijn bijvoorbeeld de Zoete Moeder van 's-Hertogenbosch, de Sterre der Zee in Maastricht en Onze Lieve Vrouw van Eiteren in IJsselstein. Dit zijn alle ook mirakelbeelden. Voorbeelden van beeltenissen waaraan een bijzondere devotie verbonden is zonder dat er direct sprake is van wonderen zijn de Hertogin van Drenthe in Emmer-Compascuum en Onze Lieve Vrouwe van de Besloten Tuin in Warfhuizen. 

## Lijst van genadebeelden (niet uitputtend)

### België
- Onze Lieve Vrouw van Halle
- Onze Lieve Vrouw van Scherpenheuvel
- Onze Lieve Vrouw van Gaverland
- Onze Lieve Vrouw van Groeninge, Kortrijk
- Onze Lieve Vrouw ter Nood, Stalle
- Onze-Lieve-Vrouw van Rust, o.a. Helchteren, Heppeneert, Meeuwen-Gruitrode, Mopertingen, Opglabbeek, Peer en Rekem
- Virga Jesse, Hasselt
- Onze Lieve Vrouw Oorzaak onzer Blijdschap, Tongeren
- Onze-Lieve-Vrouw van Banneux
- Onze Lieve Vrouw van Goede Bijstand, Péruwelz

### Nederland
- Onze-Lieve-Vrouwe van Aarle-Rixtel
- Bedroefde Moeder van Warfhuizen
- Onze-Lieve-Vrouwe ter Eik, Meerveldhoven
- Onze Lieve Vrouw van Eiteren
- Onze Lieve Vrouwe van Frieswijk
- Onze-Lieve-Vrouwe van Handel
- Onze Lieve Vrouw van het Heilig Hart, Sittard
- Hertogin van Drenthe, Emmer-Compascuum
- Maria van Jesse, Delft
- Onze Lieve Vrouwe van Leeuwarden
- Onze Lieve Vrouwe ter Nood, Sevenum, Tilburg en Heiloo
- Onze-Lieve-Vrouwe van Ommel
- Onze Lieve Vrouwe van Schilberg
- Onze-Lieve-Vrouwe van Sevenwouden
- Zwarte Christus van Wyck, Maastricht
- Sterre der Zee, Maastricht
- Onze Lieve Vrouwe in 't Zand, Roermond
- Maria de Vreugderijke, Oisterwijk
- Zoete Lieve Vrouw van Den Bosch, 's-Hertogenbosch

### Elders
- Troosteres der Bedroefden, Kevelaer
- Onze Lieve Vrouw van Lourdes
- Onze-Lieve-Vrouw van Altijddurende Bijstand, Rome
- Zwarte Madonna van Częstochowa
- Moeder Gods van Vladimir, Moskou

## Afbeeldingen

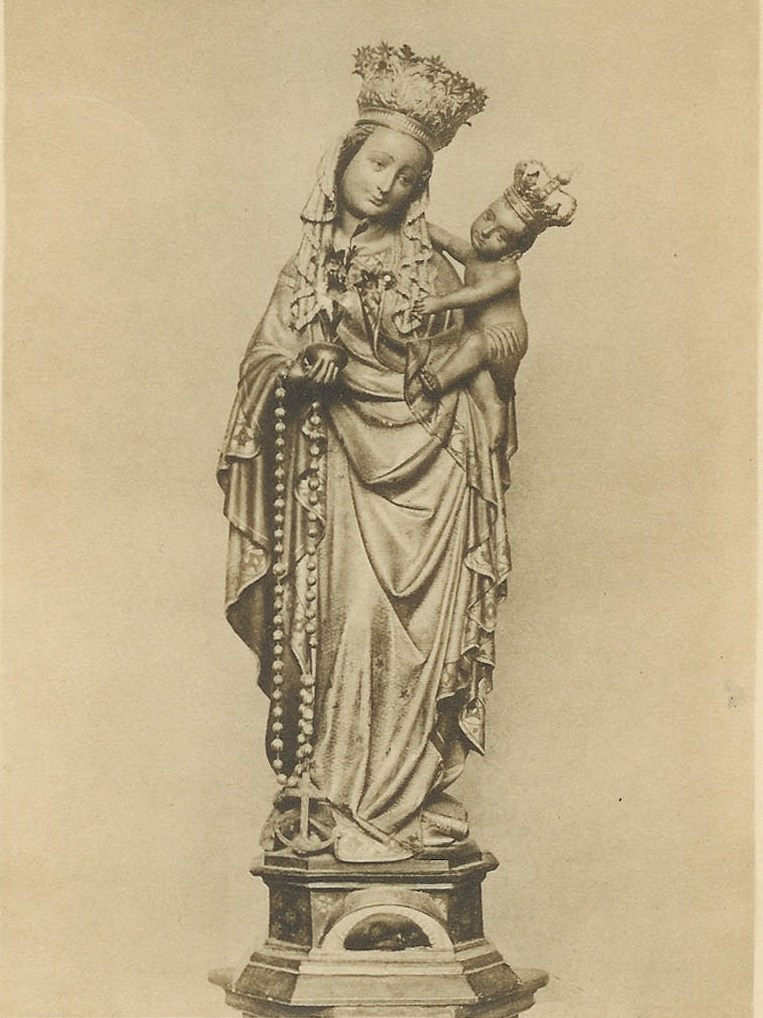
De Sterre der Zee in Maastricht
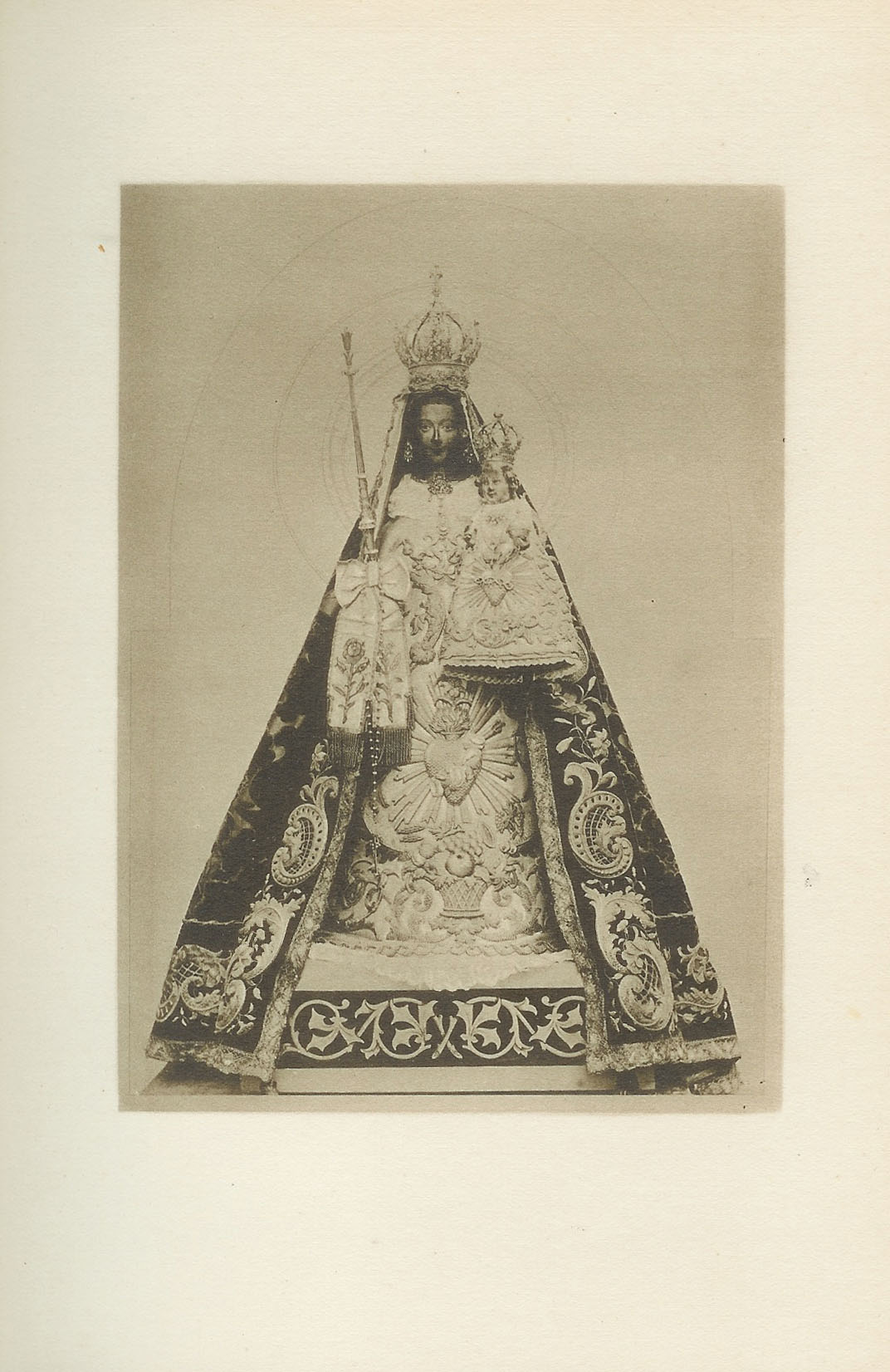
De Zoete Moeder van 's-Hertogenbosch
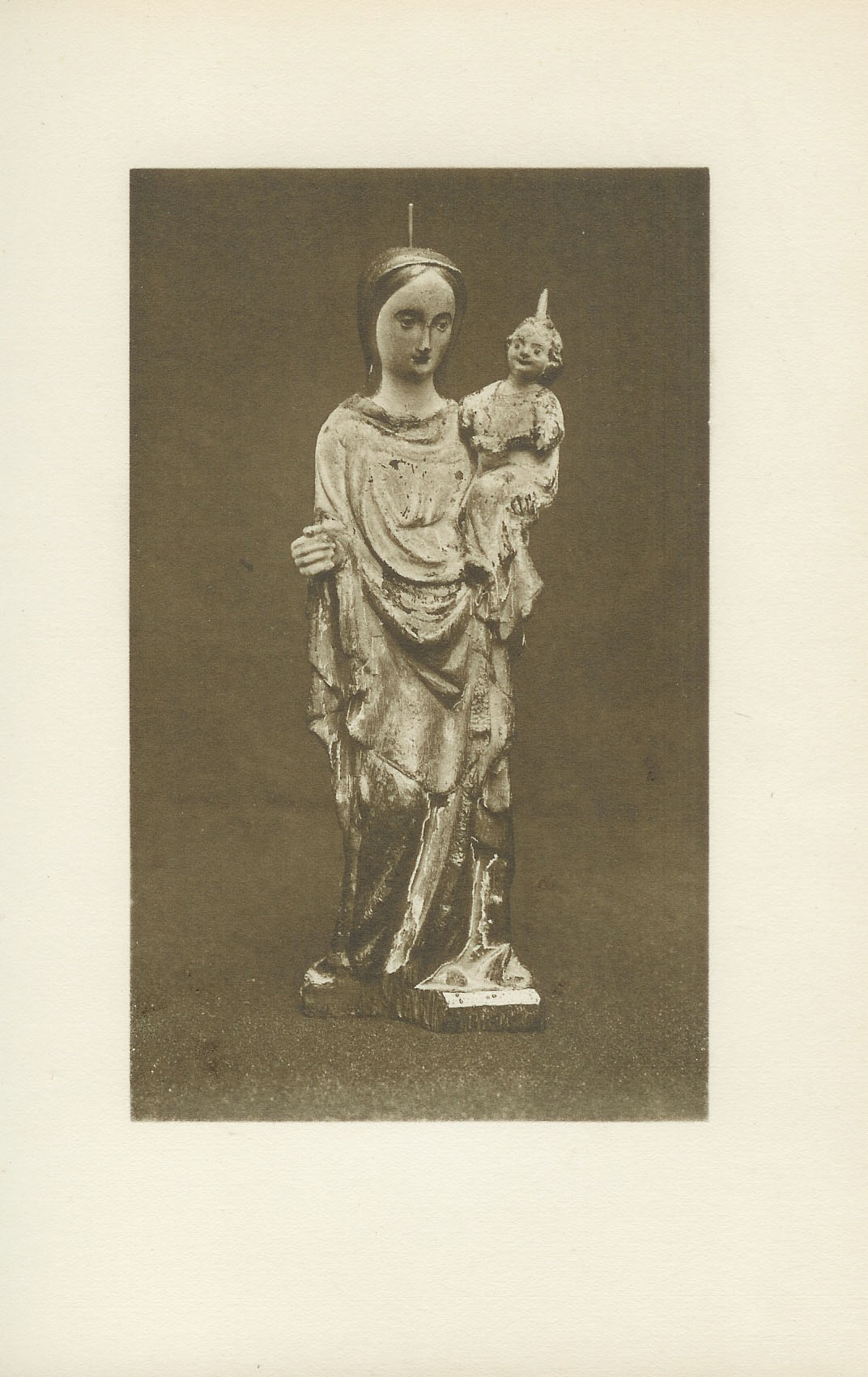
Onze Lieve Vrouw van Handel
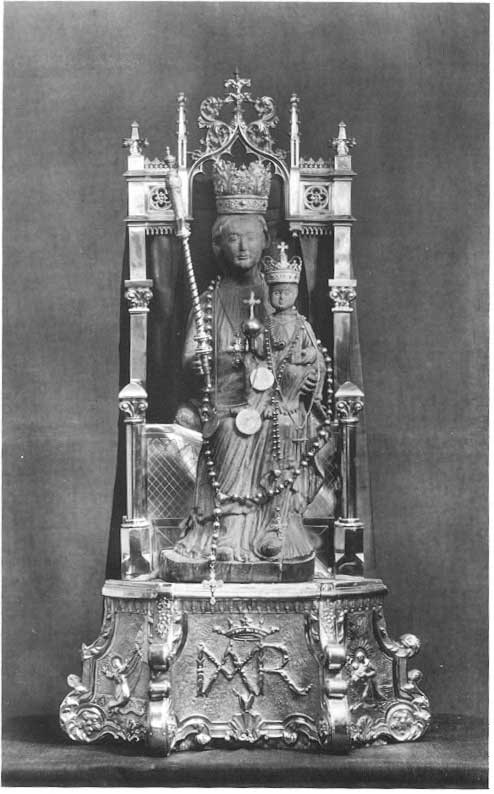
Onze Lieve Vrouwe van Sevenwouden in Bolsward
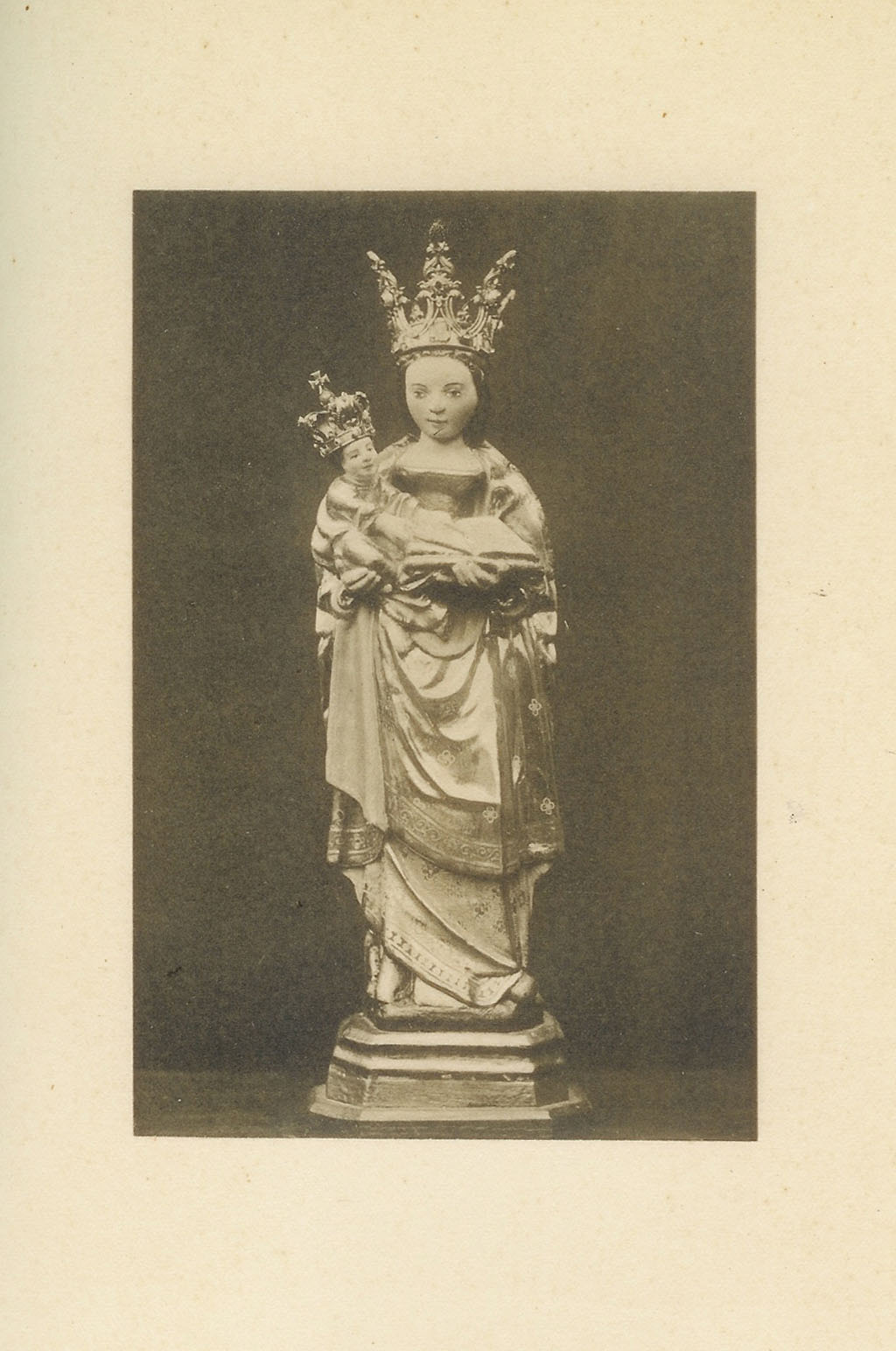
Onze Lieve Vrouwe van Schilberg in Echt
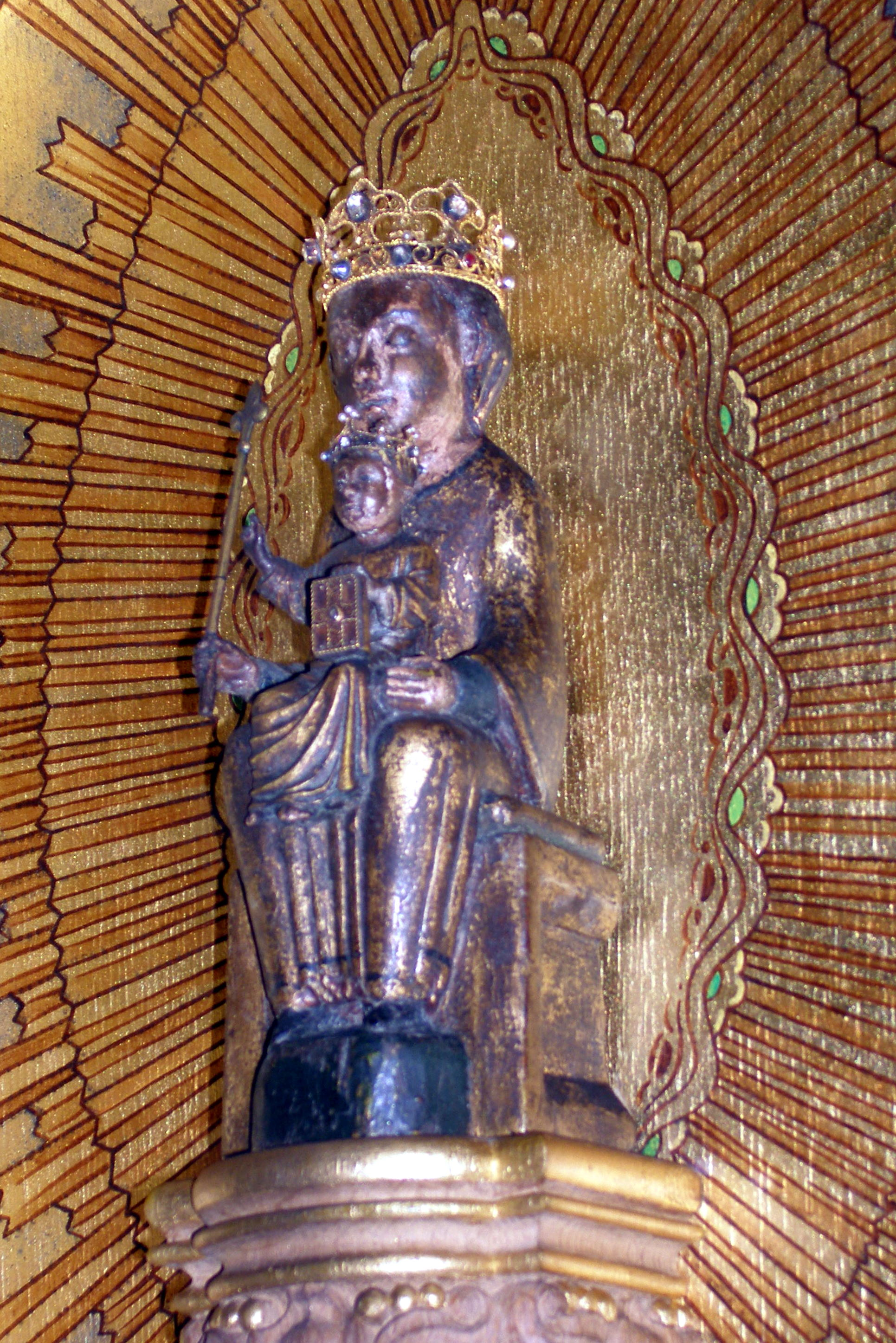
Onze Lieve Vrouw van Eiteren in IJsselstein
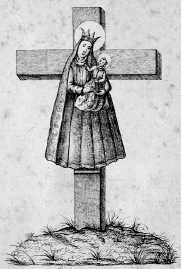
Onze-Lieve-Vrouwe van Aarle-Rixtel in Aarle-Rixtel
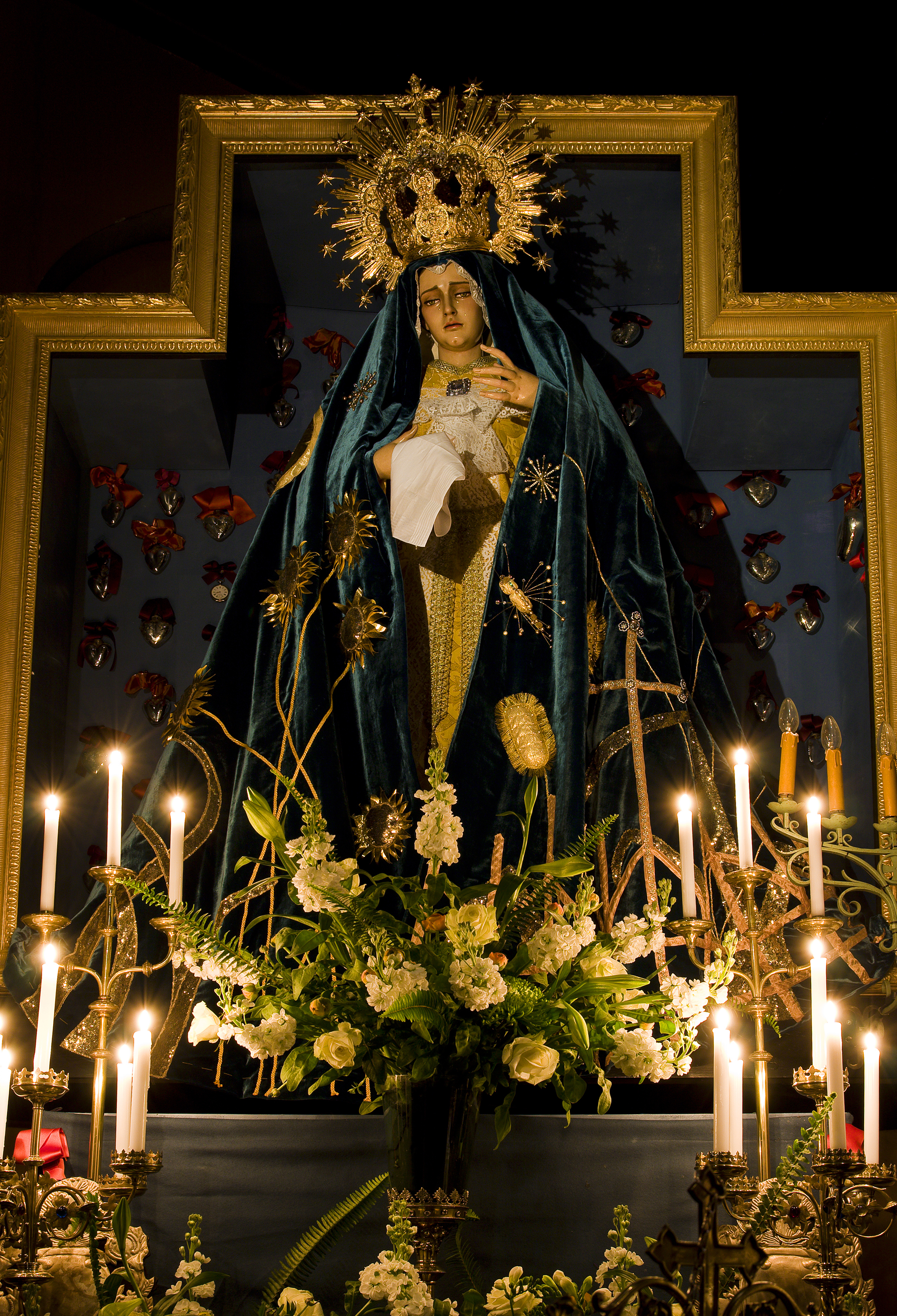
Onze Lieve Vrouwe van de Besloten Tuin in Warfhuizen
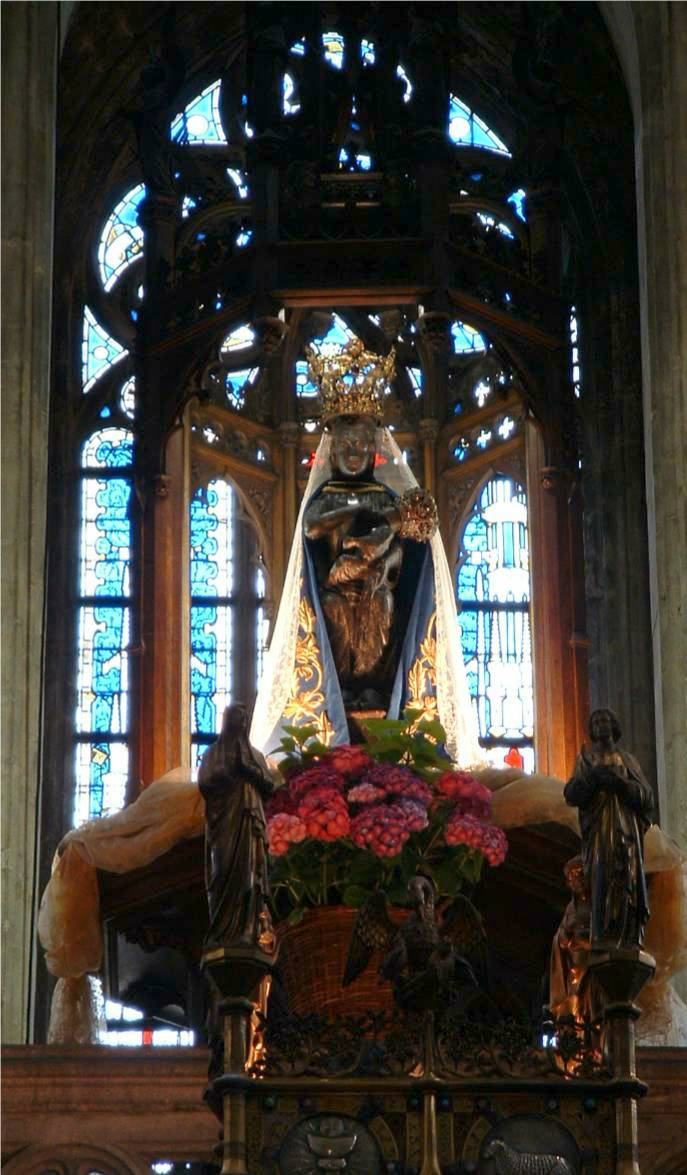
Onze Lieve Vrouw van Halle
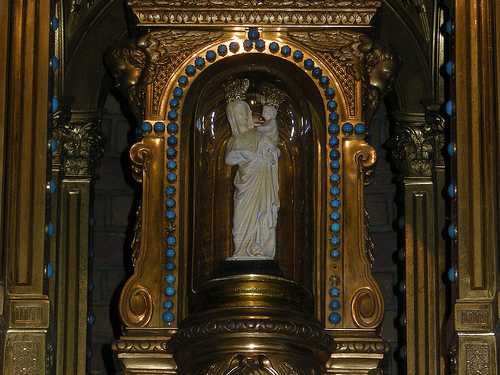
Onze Lieve Vrouw van Groeninge
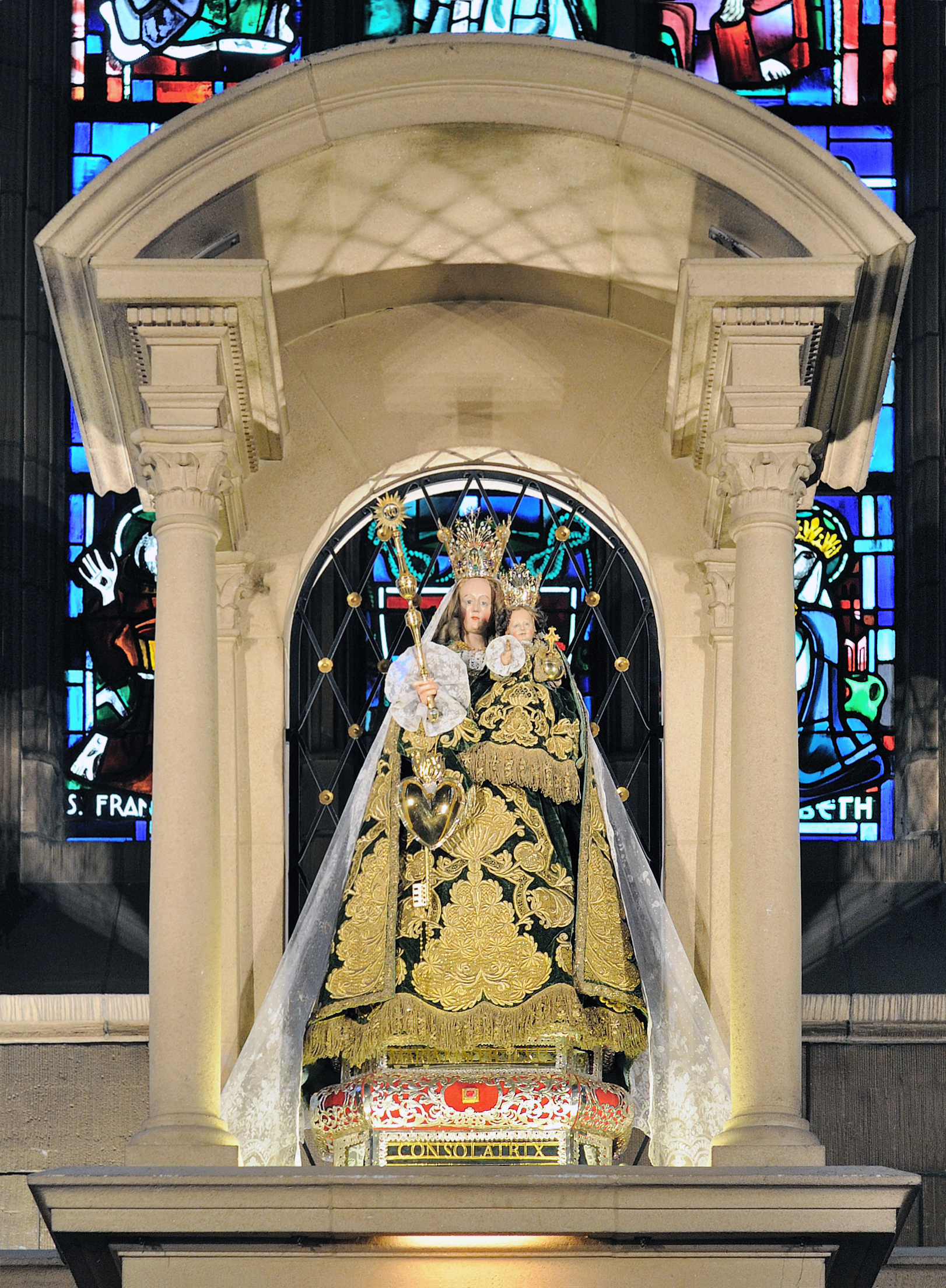
Onze Lieve Vrouwe van Luxemburg
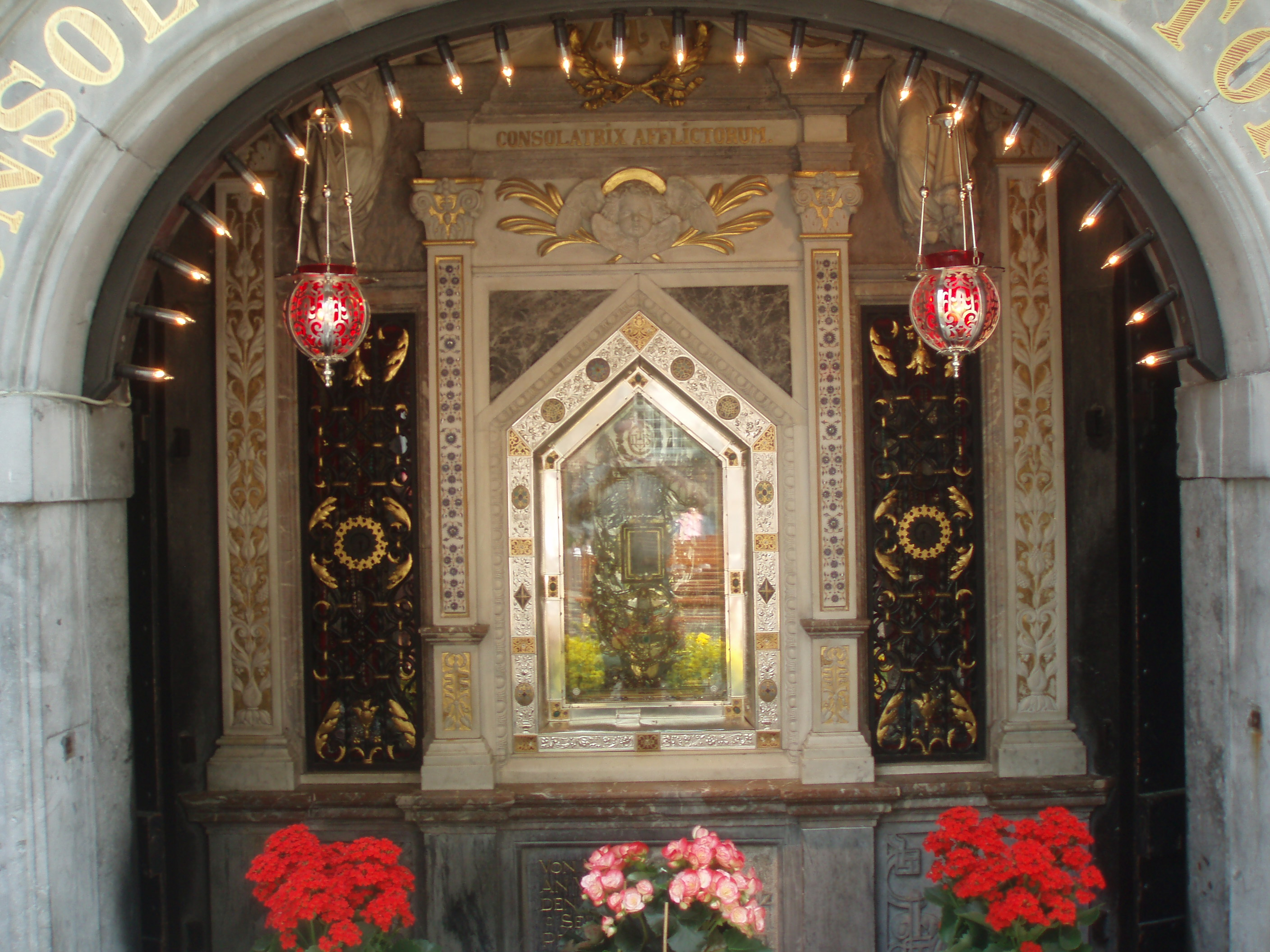
Onze Lieve Vrouw van Kevelaer
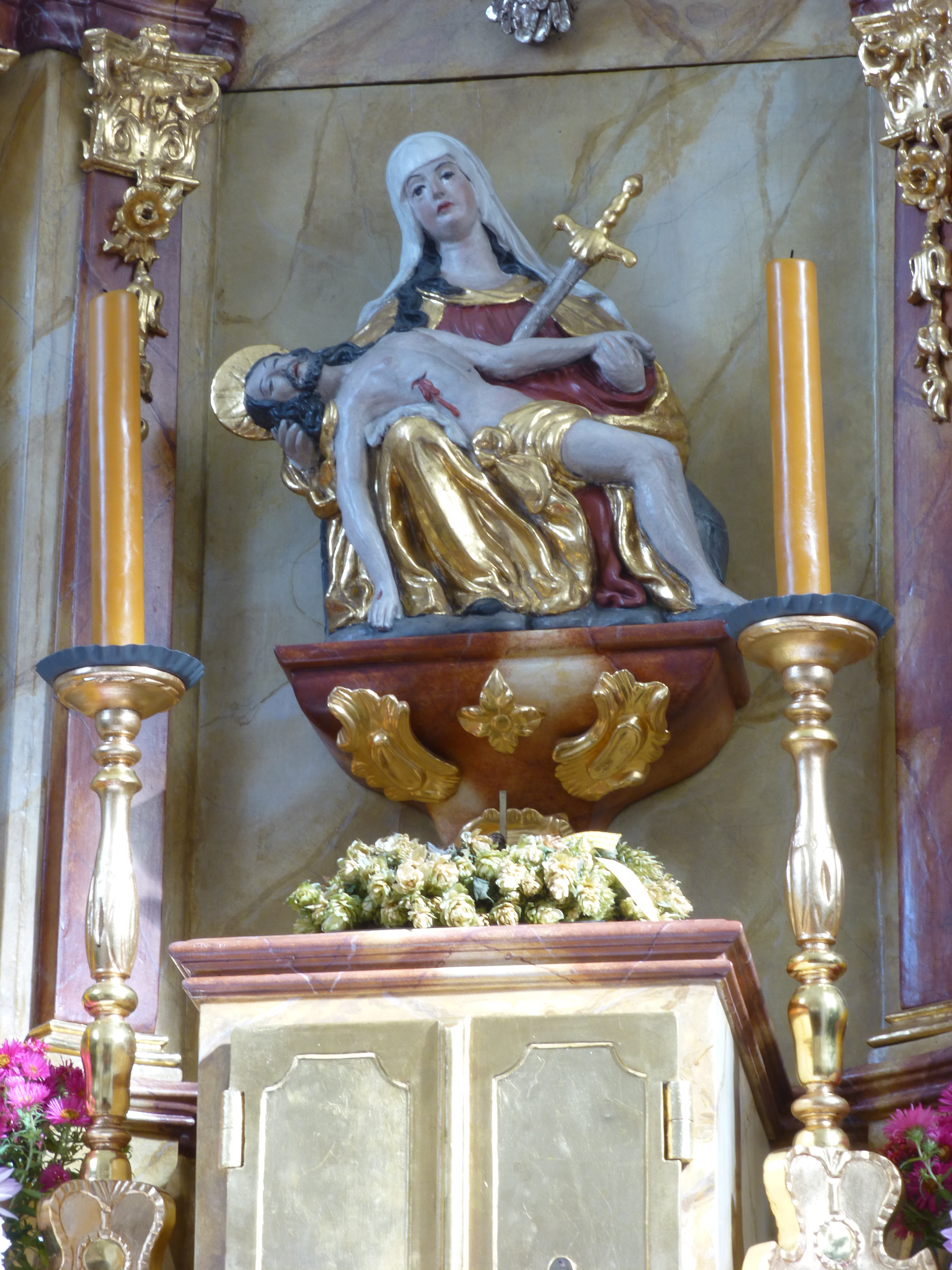
Onze Lieve Vrouw van Frauenbründl
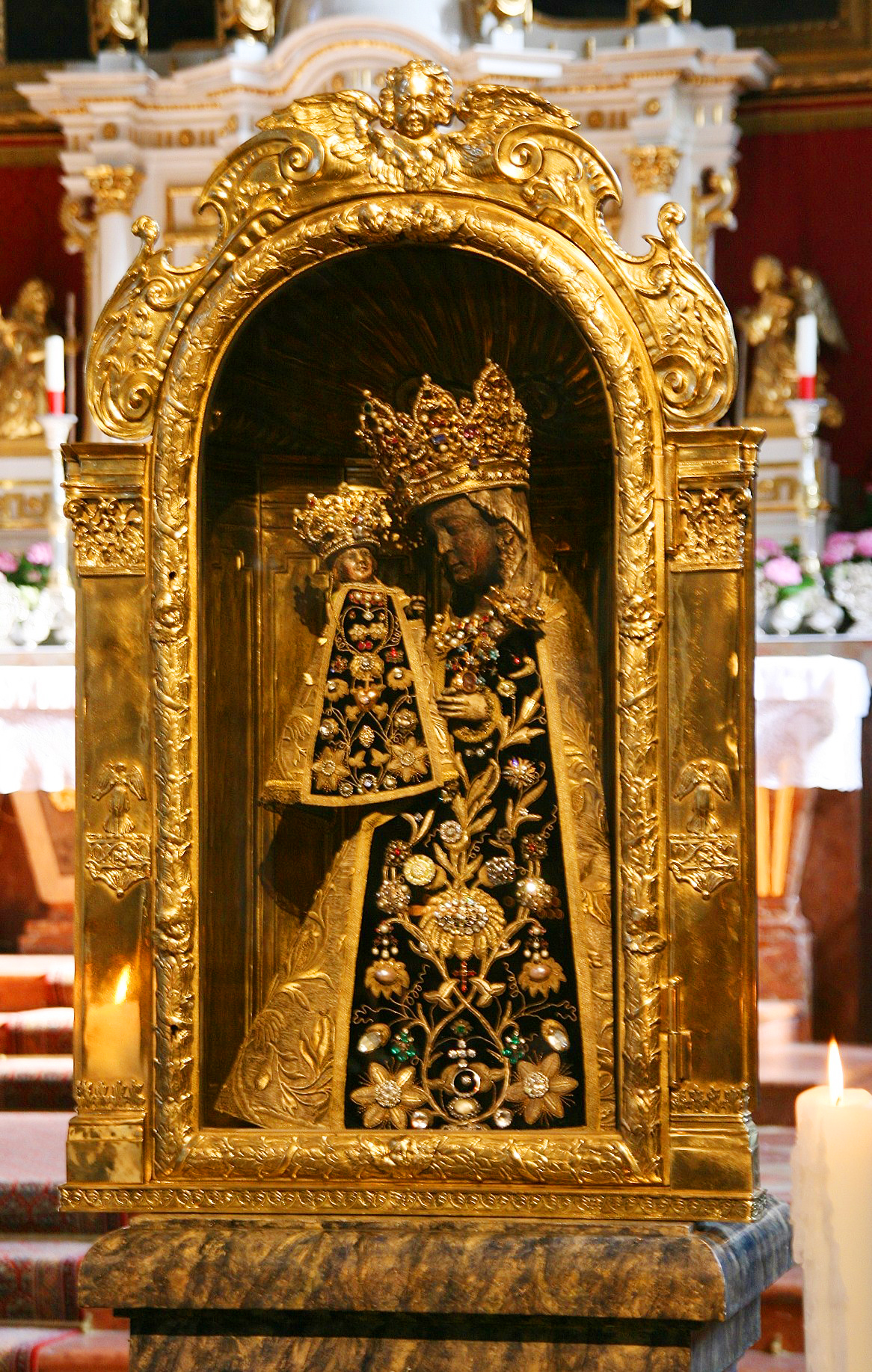
De Zwarte Madonna van Altötting
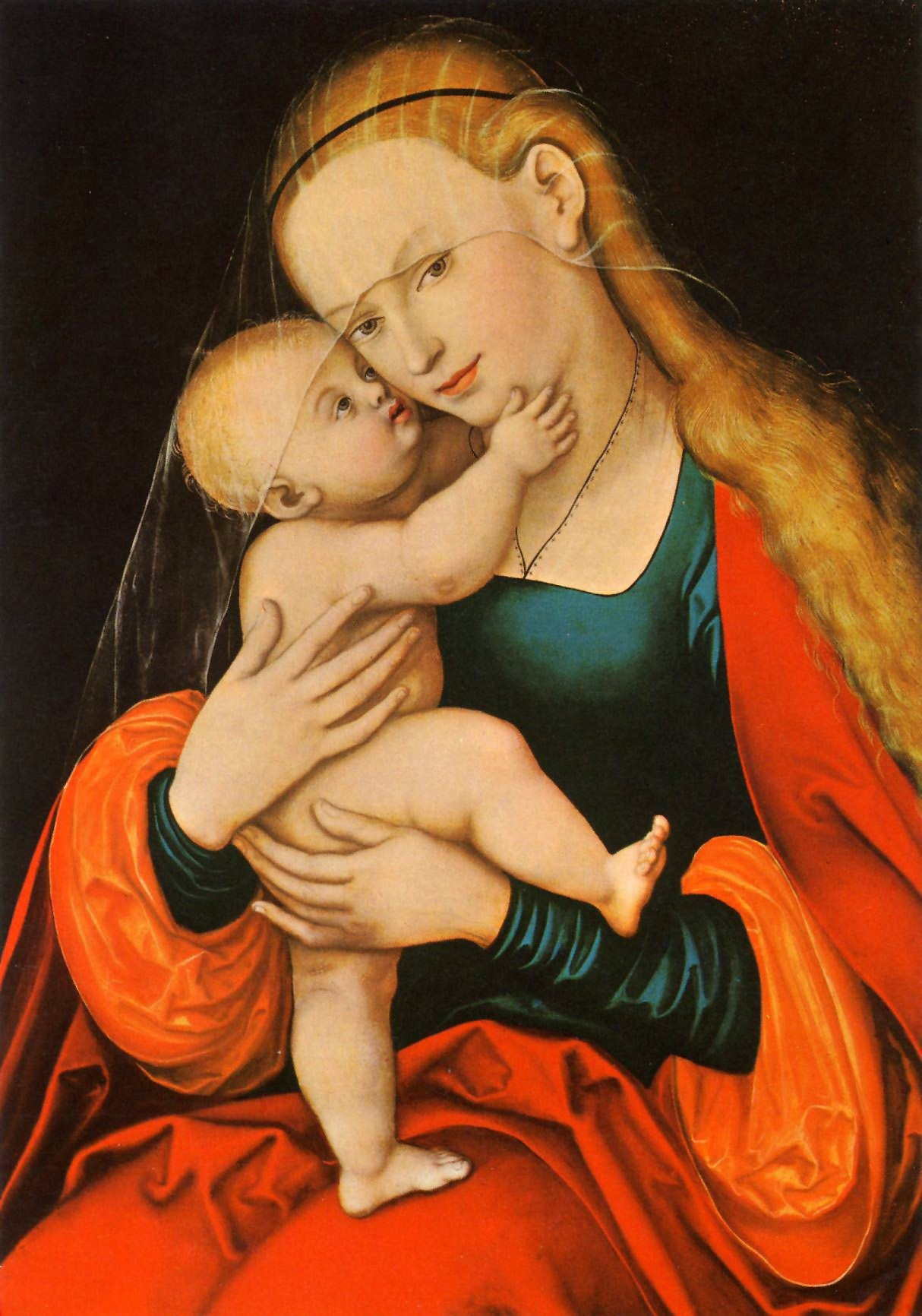
Maria Hulp in Innsbruck
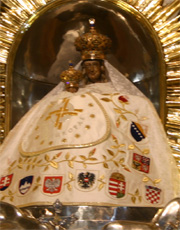
Magna Mater Austriae, Basiliek van Mariazell
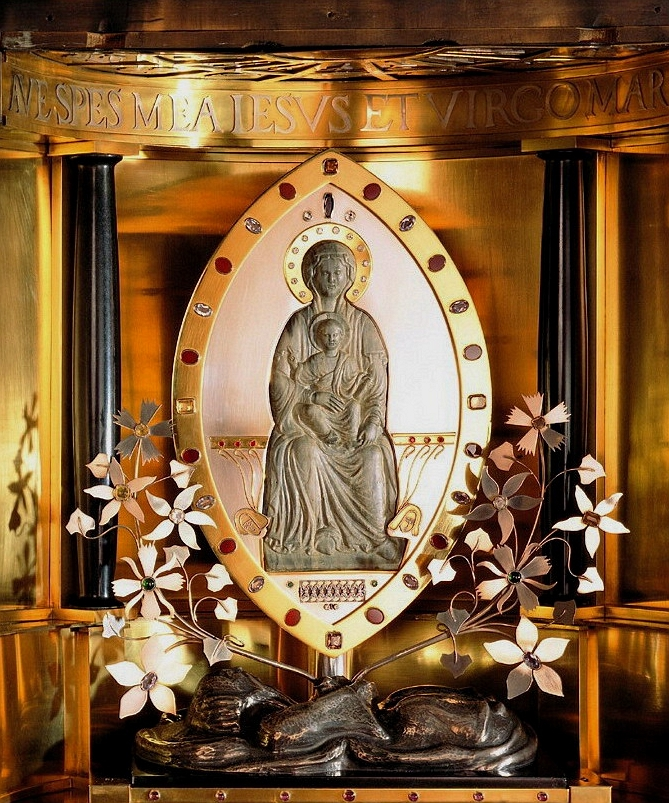
Onze Lieve Vrouwe, Basiliek van Seckau
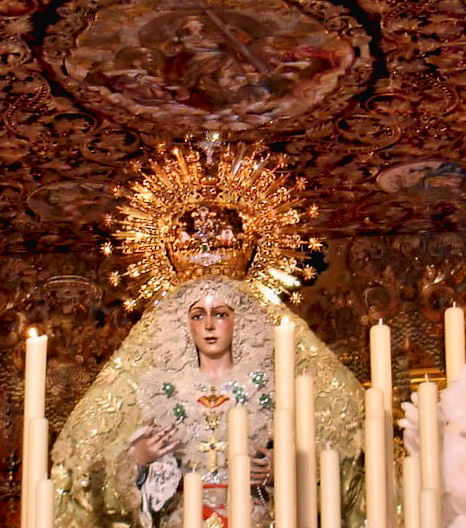
Esperanza Macarena in Sevilla
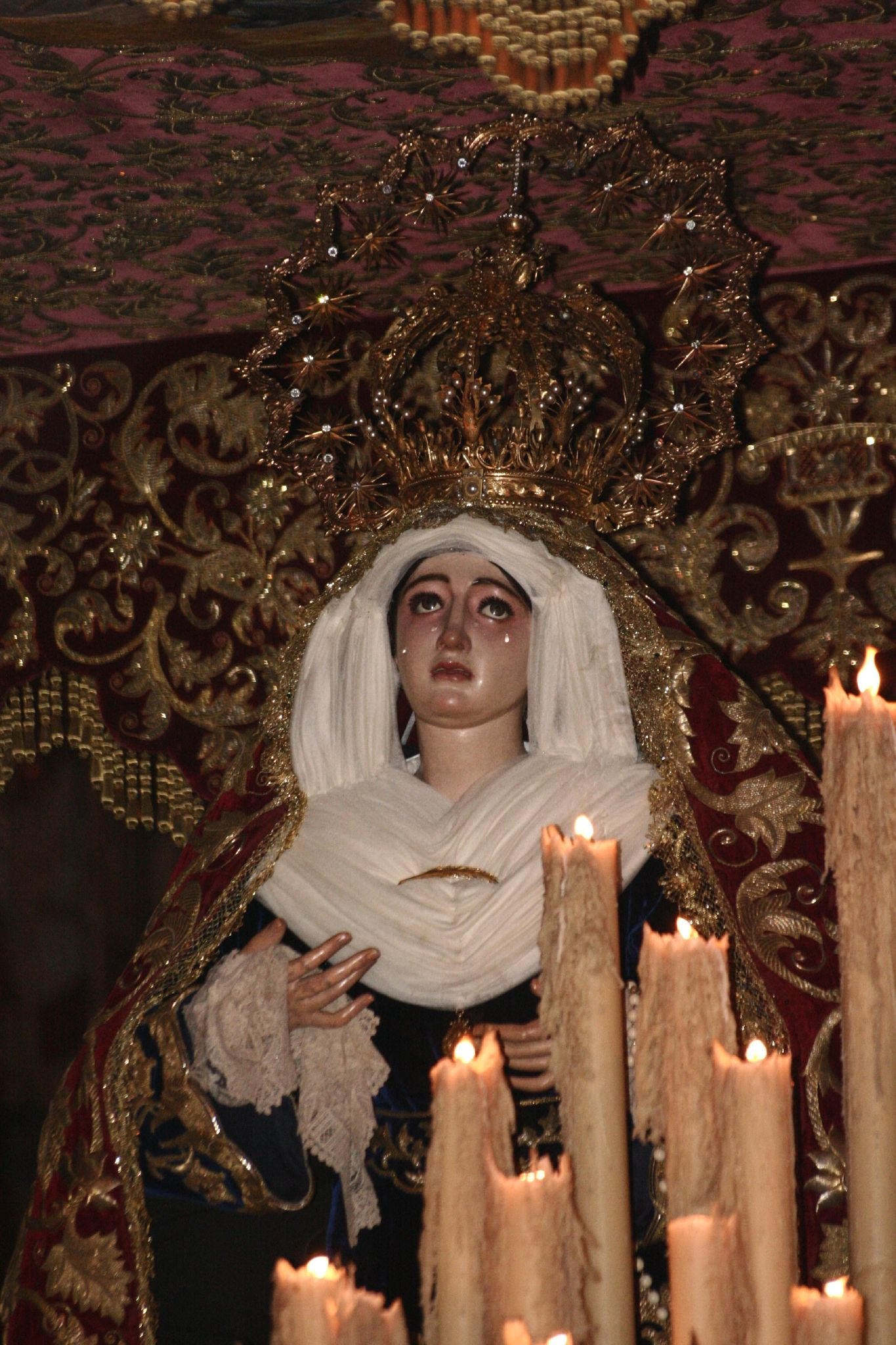
Nuestra Señora de la Palma in Sevilla
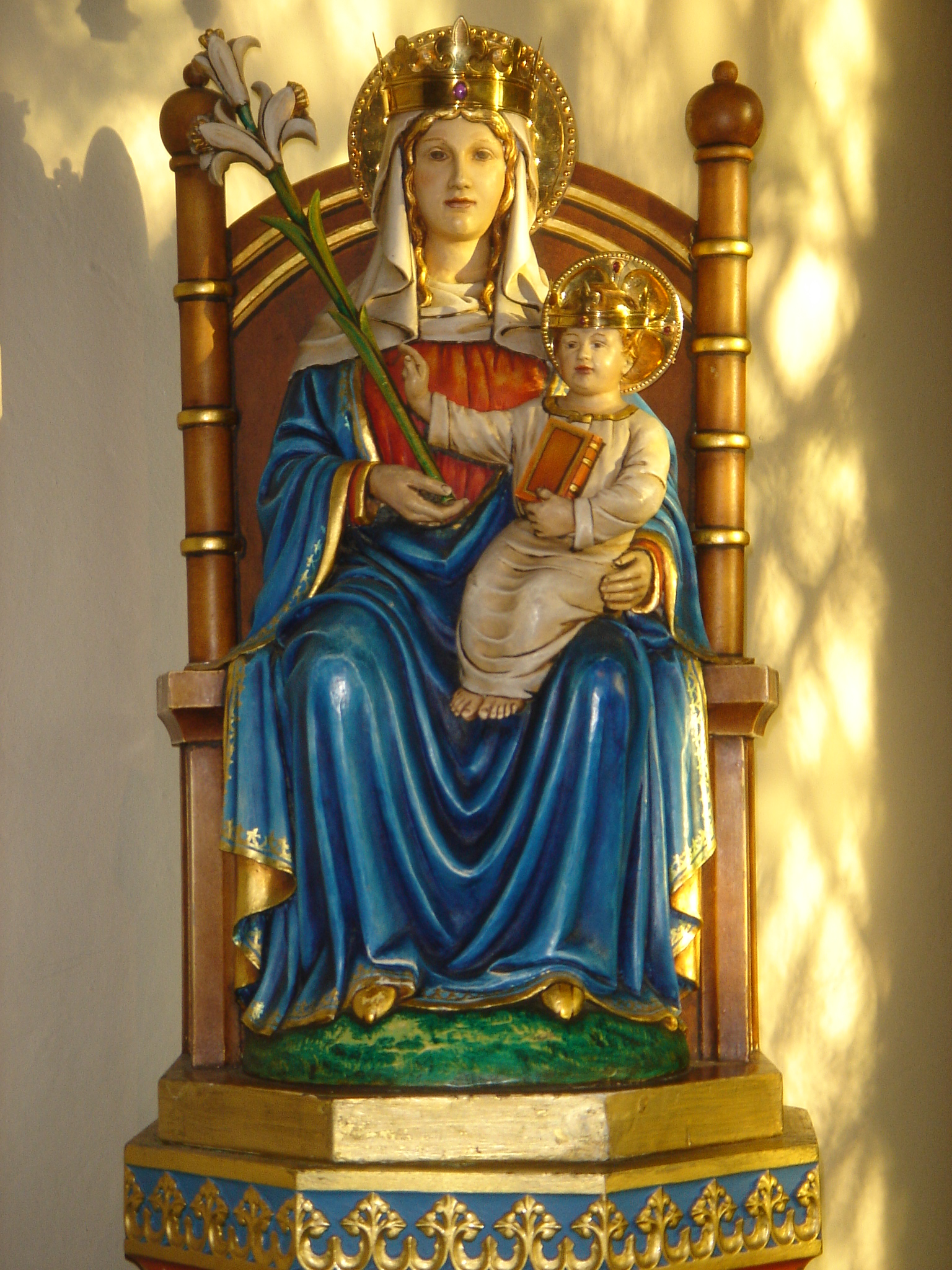
Onze Lieve Vrouw van Walsingham
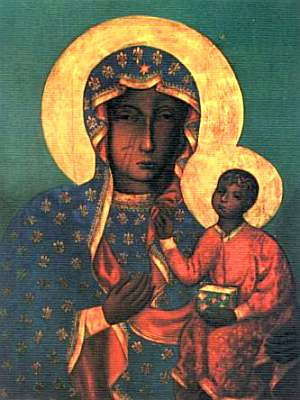
Zwarte Madonna van Częstochowa patrones van Polen
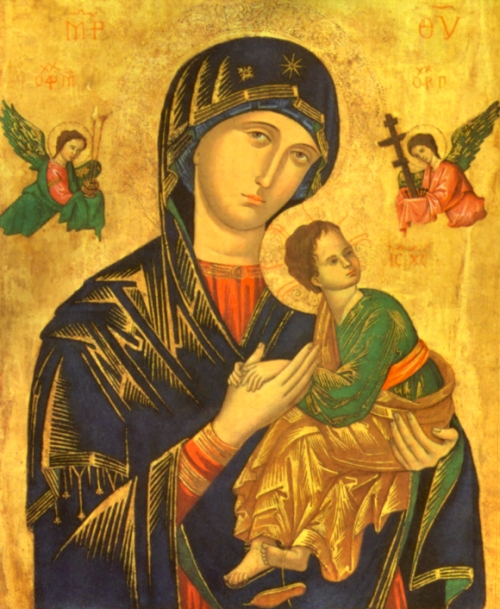
Onze-Lieve-Vrouw van Altijddurende Bijstand in Rome
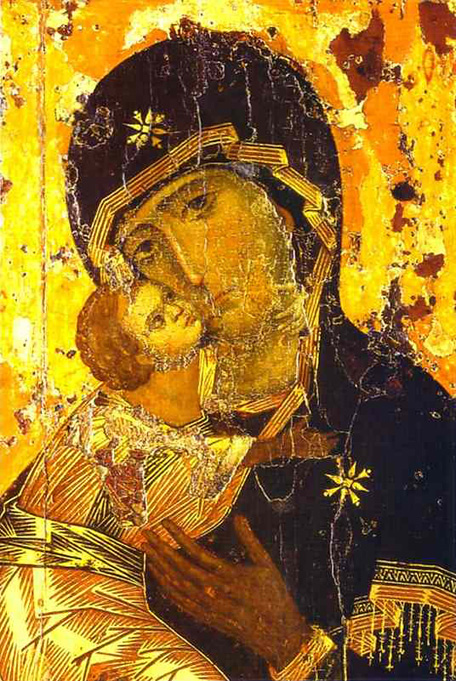
Moeder Gods van Vladimir in Moskou
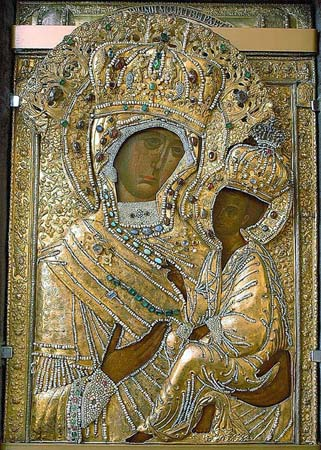
De Moeder Gods van Tichvin